# Arthrocladium
Arthrocladium är ett släkte av svampar. Arthrocladium ingår i divisionen sporsäcksvampar och riket svampar.